# Szudáni font
A font (arabul:  جنيه سوداني) Szudán hivatalos pénzneme.

## Bankjegyek

### 2011-es sorozat
A szudáni font bankjegyeket Dél-Szudán függetlenné válása után, lecserélték. 2018-ban a nagy infláció miatt szükségessé vált a 100 fontos bankjegy kiadása. 2019 január közepén már a 200 és 500 fontos bankjegyet is kibocsátották.
| Névérték | Előlap                                                      | Hátlap                                  | Kibocsátás      | Visszavonás |
| -------- | ----------------------------------------------------------- | --------------------------------------- | --------------- | ----------- |
| 2 font   | Fazekasság                                                  | hangszerek                              | 2011            | forgalomban |
| 5 font   | díszes fal, műhold                                          | gát                                     | 2011            | forgalomban |
| 10 font  | hegyek, teve                                                | a kartúmi Népi Palota                   | 2011            | forgalomban |
| 20 font  | olajfúrótornyok                                             | rádióantenna, gyümölcsök                | 2011            | forgalomban |
| 50 font  | vadállatok                                                  | szarvasmarha, kecske, teve              | 2011            | forgalomban |
| 50 font  | a Szudáni Központi Bank székhelye, szabványos aranyrudak    | halászhajók, tevék                      | 2018. június 6. | forgalomban |
| 100 font | Meroë piramisai                                             | Meroë vízerőmű                          | 2019. január    | forgalomban |
| 200 font | Vadvilág                                                    | víz alatti állatvilág a Vörös-tengerben | 2019 február    | forgalomban |
| 200 font | Modern épület, kunyhók                                      | Táblával rendelkező emberek             | 2019 augusztus  | forgalomban |
| 500 font | Parabolaantennák, Nemzeti Telekommunikációs Vállalat tornya | Finomító                                | 2019 március    | forgalomban |